# Олбор
О̀лбор (на датски: Ålborg или Aalborg) е град в Северна Дания, център на амт Северна Ютландия до 2007 г. и после на регион (област) Северна Ютландия.

## География
Разположен е на южния бряг на протока Лимфьорден. Градът има население от 130 853 души според преброяването към 1 януари 2014 г.

## История
Възниква като пристанище и търговски център още през 700 г. пр.н.е. Първите търговски привилегии датират от 1342 г.

## Икономика
Развива се като град на тежката индустрия. Корабостроителна, химическа, циментова, текстилна, рибна и пивоварна промишленост.
Има международна аерогара, пристанище и железопътна гара.

## Други
Олбор е седалище на лутеранска епископия. В града има морско училище.
Футболният клуб на града носи името „Олбор Фодболд“. Неговият отбор е сред най-популярните датски футболни тимове.

## Личности
Родени в Олбор
- Андерс Голдинг, датски спортист
- Джими Нилсен, датски футболист
- Еба Санд, датски футболист
- Еске Брун, датски политик
- Йес Хюг, датски футболист
- Йоаким Олсен, датски спортист
- Йохан I, крал на Дания
- Каспер Хюлманд, датски футболист
- Кристине Андерсен, датска хандбалистка
- Лукас Андерсън, датски футболист
- Мадс Кристенсен, датски състезател
- Мете Фредериксен, датски политик
- Мортен Нилсен, датски поет
- Николай Ехлерс, датски хокеист
- Петер Гаде, датски спортист
- Питер Хансен, заместник генерален секретар на ООН
- Томас Белум, датски футболист
- Томас Еневолдсен, датски футболист
- Хайнц Ехлерс, датски хокеист
- Хеле Йенсен, датски футболист
- Хенинг Карлсен, датски режисьор
- Шарлоте Хюфелт, датска хандбалистка